# Mark Ellis (baseball)
Pour les articles homonymes, voir Mark Ellis (homonymie) et Ellis.
Mark William Ellis (né le 6 juin 1977 à Rapid City, Dakota du Sud, États-Unis) est un ancien joueur professionnel de baseball. Ce joueur de deuxième but évolue dans les Ligues majeures de baseball de 2002 à 2014.

## Carrière

### Athletics d'Oakland
Mark Ellis est repêché le 2 juin 1999 par les Royals de Kansas City. 
Encore joueur de Ligues mineures, Ellis est transféré chez les Athletics d'Oakland le 8 janvier 2001 à l’occasion d'un échange impliquant plusieurs joueurs. Il débute en Ligue majeure le 9 avril 2002.

### Rockies du Colorado
Le 30 juin 2011, Ellis est échangé aux Rockies du Colorado en retour du lanceur de relève Bruce Billings.

### Dodgers de Los Angeles
Devenu agent libre, Ellis signe le 15 novembre 2011 un contrat de deux saisons avec les Dodgers de Los Angeles.
Le 18 mai 2012, Ellis est blessé à la jambe gauche lors d'une collision avec Tyler Greene des Cardinals de Saint-Louis sur une balle à double jeu. La blessure n'est pas crue sérieuse au départ, et il semble que Ellis n'aura besoin que de quelques jours pour revenir au jeu. Mais le lendemain de l'incident, il est hospitalisé pour des douleurs à la jambe. Une fasciotomie est pratiquée et les médecins indiquent que le joueur risquait l'amputation si l'hospitalisation avait eu lieu quelques heures plus tard. Hors du jeu pendant un mois et demi, il réintègre les Dodgers au début juillet. En 110 matchs joués en 2012, il frappe pour ,238 avec 7 circuits, 31 points produits et 62 points marqués.
Il aide les Dodgers à remporter le championnat de la division Est de la Ligue nationale en 2013 avec une moyenne au bâton de ,270 en 126 matchs, au cours desquels il claque 6 circuits et produit 48 points. Il récolte 10 coups sûrs en 10 matchs dans les séries éliminatoires.

### Cardinals de Saint-Louis
Le 16 décembre 2013, Ellis signe un contrat d'un an avec les Cardinals de Saint-Louis.